# The Settlers
The Settlers je série počítačových her vytvořených německou vývojářskou firmou Blue Byte. Po úspěchu prvního, stejnojmenného dílu vydaného v roce 1993 bylo v této sérii vydáno dalších šest dílů a rozšíření. Oproti známějším válečným strategiím jde v této sérii budovatelských strategií především o udržení vlastní ekonomiky za účelem vytvoření fungující komunity a následnému vybudování dostatečně silné armády pro zničení nepřítele.
Ačkoliv cílem jednotlivých her bývá zpravidla zničení protivníka vojenskou silou, většinu doby pro splnění mise zabírá rozvoj vlastního hospodářství v podobě pil, obydlí dřevorubců, lesníků, horníků, rolníků apod. Teprve po ustálení příjmů všech potřebných surovin a dostatku místa pro další rozvoj je možné naverbovat vojáky a zaútočit na nepřítele. Jednotlivé úrovně mají hrací dobu i několik hodin oproti hrám typu Command & Conquer, kde (v závislosti na dovednosti hráče) úrovně trvají zhruba do jedné hodiny.

## Hry
| 1993 | The Settlers     |
| 1994 |                  |
| 1995 |                  |
| 1996 | The Settlers II  |
| 1997 |                  |
| 1998 | The Settlers III |
| 1999 |                  |
| 2000 |                  |
| 2001 | The Settlers IV  |

### Hlavní série
- The Settlers vyvinulo a vydalo studio Blue Byte v roce 1993 pro Amigu.[1][2] Port pro MS-DOS vyvinul Blue Byte ve spolupráci s Massive Development. Blue Byte jej vydal v roce 1994[3] v Evropě, zatímco společnost Strategic Simulations se postarala o jeho vydání v Severní Americe, kde hra vyšla pod názvem Serf City: Life is Feudal.[4][5] V roce 2018 společnost Ubisoft hru znovu vydala pro Microsoft Windows v edici The Settlers: History Edition.[6][7]
- The Settlers II, původně nazvané The Settlers II: Veni, Vidi, Vici, vyšlo v dubnu 1996 pro MS-DOS.[8] V prosinci téhož roku vydalo studio Blue Byte rozšíření The Settlers II Mission CD.[9] V roce 1997 byla vydána edice The Settlers II: Gold Edition,[10] jež obsahovala původní hru i rozšíření Mission CD.[11] V roce 1997 vyšel v Severní Americe port Gold Edition na Mac OS[12] a roku 2009 byla edice vydána na službě GOG.com.[13] V roce 2018 společnost Ubisoft edici znovu vydala, a to pro Microsoft Windows pod názvem The Settlers II: History Edition.[14][15]

| Název                              | Český název                     | Rok vydání | Lokalizace                         | Distributor pro ČR  |
| ---------------------------------- | ------------------------------- | ---------- | ---------------------------------- | ------------------- |
| The Settlers III                   | The Settlers III                | 1998       | ne                                 | N/A                 |
| The Settlers IV                    | The Settlers IV                 | 2001       | Kompletně v češtině včetně dabingu | Bohemia Interactive |
| The Settlers: Heritage of Kings    | The Settlers: Dědictví králů    | 2005       | CZ titulky                         | Playman             |
| The Settlers II 10th Anniversary   | The Settlers II: 10. výročí     | 2006       | Kompletně v češtině včetně dabingu | Playman             |
| The Settlers: Rise of an Empire    | The Settlers: Vzestup říše      | 2007       | CZ titulky                         | Playman             |
| The Settlers 7: Paths to a Kingdom | The Settlers 7: Cesta ke koruně | 2010       | CZ titulky                         | Playman             |
| The Settlers: New Allies           | N/A                             | 2023       | CZ titulky                         | Ubisoft             |

The Settlers II 10th Anniversary je remake druhého dílu.

## Provedení
Všechny díly série jsou zasazeny dějem do období středověku, pro zpestření je v některých dílech přidána novější technika, jako třeba kanóny nebo naopak magická moc. U prvních čtyřech dílů byla hra pojata s trochou nadsázky a osadníci byly ztvárněni roztomilými panáčky. Bojovali vždy proti sobě nebo v kampaních proti zlému nepříteli. Od pátého dílu je hra pojata více vážně.
Každá z her má podobný pohled z ptačí perspektivy pro globální přehled nad osadníky. Zlomový bod přinesl roku 2005 díl The Settlers: Dědictví králů, kdy je značně omezeno řízení ekonomiky a více přibylo bojové části hry.

### První čtyři díly
V těchto titulech se provedení a celá strategie hry podstatně lišila od dílů následujících. Kromě roztomilého zpracování zde šlo především o transport surovin a produktů do finální destinace. Ke stavbě budov byly potřeba základní suroviny dřevo a kámen. Dřevo obstarával dřevorubec, následně na prkna zpracovali na pile a teprve ty bylo možné použít na stavbu budov. Kámen zajišťoval kameník přímo, eventuálně kamenolom. Z těchto dvou surovin mohli stavitelé budovat další budovy. Pro tvorbu zbraní a nástrojů bylo zapotřebí železných ingotů a uhlí. Železo se muselo nejdříve najít, následně těžit, přenést do slévárny a hotový ingot pak dopravit ke kováři. To samozřejmě bylo závislé na dalších aspektech - pracovník v železnorudném dolu potřeboval chléb, slévač potřeboval pro tvorbu ingotů železnou rudu a uhlí.
Podstatnou částí byli dopravci, kteří přenášeli materiál a zboží po hrací ploše k potřebnému cíli. Bylo tedy nutné stavět budovy s rozmyslem, aby transport surovin do místa dalšího zpracování nenabíral zbytečné prodlevy. Celý systém byl tedy tak provázaný, že pokud se zastavila těžba jedné suroviny, znamenalo to zastavení dalšího rozvoje.
Příklad: Pokud vodohospodář z nějakého důvodu nedodával kádě s vodou, nebylo možné je dodat do pekárny, kde voda byla spolu s moukou zapotřebí k výrobě chleba. Chléb vyžadovali někteří horníci a bez něj netěžili uhlí. Bez uhlí nešlo zásobovat výrobce zbraní ani nástrojů, slévárnu, tavírnu zlata a tím se de facto celá produkce zastavila.
Bojová část her nebyla nikterak důmyslně propracovaná. Hráč mohl vybudovat armádu o 1 až 3 typech jednotek a následně zaútočit na nepřátelské území. Stavět svou kolonii bylo možné pouze na vytyčeném území. Toto území šlo rozšířit pouze vojenskou budovou, která posunula hranice dle svého rádiu nebo specialistou, který manuálně posouval kolíky vytyčující hranice. Boj při zabírání nepřátelské věže nebo pevnosti probíhal vždy "muž proti muži", kdy se ve dveřích pevnosti objevil strážný a s ním bojoval jeden z útočícího vojska. Ostatní postávali kolem. Výjimku tvořil čtvrtý díl, kde Vikingové měli jednotku, která napadala samotnou budovu bez cíle jí obsadit, ale zničit.
Byla-li vojenská budova obsazena, automaticky se její rádius přiřadil k území strany, která věž zabrala, a všechny okolní nevojenské budovy, které patřily poražené straně, byly posunutím hranic zničeny. Jednoduše to znamenalo, že nepřátelské území existovalo, dokud existovala alespoň jedna nepřátelská vojenská budova.

### Díl pátý
Od vydání The Settlers: Heritage of Kings se hra změnila a nabrala na vážnosti a hlavně byla provedena v 3D formě. Doba trvání jednotlivých úrovní zůstala zhruba stejná, ale hospodaření se omezilo na peníze, jíl, železo, kámen, dřevo a síru. K jakékoliv z těchto surovin ale už nebyla existenciálně nutná nějaká budova. Peníze přicházely z daní, dřevo těžili ručně nevolníci a stejně tak mohli těžit ostatní suroviny na povrchových dolech, nebylo to ovšem moc efektivní a lepší bylo postavit hlubinné doly (síra, železo) a kamenolomy. Materiál se však dále nezpracovával. Postavením pily se nedosáhlo výroby prken, ale pouze zvýšení produkce dřeva a možnosti vynalézat nové technologie (ostřené šípy, zpevněné kopí,..). Dřevo bylo potřebné pouze coby platidlo pro stavení nových budov.
Z her také zmizeli dopravci přenášející suroviny od místa těžby k místu zpracování. Pracovníci, jako kameník nebo kovář si pro suroviny chodili sami do dolů. Bylo tedy nutné budovy stavět u sebe, aby většinu pracovní doby nestrávili na cestě.
Bojová část her značně posílila. Přibylo jednotek (voják s mečem, lučištník, kopiník, kanón, lehká a těžká jízda,... a jejich různě vylepšené verze) a možností (bojové formace) a pravidel boje. Kopiník měl silný účinek proti budovám a jezdectvu, ale už ne proti pěchotě. Lučištník byl dobrý v boji proti pěchotě, ale proti budovám nikoliv, atp...

### The Settlers: New Allies
Vývojářské studio Ubisoft oznámilo na podzim 2019 další díl série a to pod stejnojmenným názvem The Settlers. Termín vydání byl však několikrát odsunut a hra vyšla 17. února 2023 pod novým názvem The Settlers: New Allies na Epic games store a Ubisoft store. V březnu 2024 byl titul také vydán v herním obchodě Steam.
Hra měla smíšené hodnocení již při otevřeném beta testování v lednu 2023. Avšak i po vydání hra získala velmi nízké hodnocení. Herní redakce Vortex se dokonce domnívá, že tento díl může navždy pohřbít celou herní sérii The Settlers.

## Příběh

### The Settlers II
Římská říše si žila do nedávné doby v blahobytu a spokojenosti. Když tu náhle přišly pohromy, hlad a bída. Země už nestačila produkovat dostatek pro všechny a tak se římský námořník zvaný Nautilus vydává s osadníky hledat zemi oplývající bohatstvím, jak předpověděl věštec. Sám plavbu přežije a opravdu se dostává na souostroví, zemi zaslíbenou, ale také obsazenou jiným národem, který se bohaté země nechce vzdát bez boje.

### The Settlers IV
Na zemi se objevuje Kmen temnoty, který vede bohem svržený Morbus. Morbus nesnáší zelnou flóru země a tak jí pomocí zotročených obyvatel mění na pustou, černou krajinu. Proti němu se musí spojit Vikingové, Římané a Mayové. Za každou rasu je možné hrát menší kampaň o 3 úrovních proti ostatním dvěma národům.

### The Settlers: Heritage of Kings
Staré království je v rozpadu a rozděleno na mnoho malých provincií. Hra začíná, když je napadena vesnice mladého kralevice Daria. Ten spěchá na pomoc, ale přichází pozdě. Jeho matka mu na smrtelné posteli sdělí, že on je následovníkem trůnu staré říše. Dario musí porazit temnou armádu, která plundruje celou oblast. Postupně se k němu přidávají další hrdinové (Erec, Helias, Ari, Pilgrim a Salim), kteří mu pomáhají proti temnému Mordredovi.
Helias je Daria strýc, původní král, který se vzal vlády a přenechal říši mladšímu bratrovi, otci Daria. Proti nim stojí na straně Mordreda Heliasův syn (Dariův bratranec) Kerberos, který se nesmířil s tím, že jeho otec se vzdal trůnu a připravil jej tak o dědictví trůnu.